# The Whale (single)
The Whale is een single van de Nederlandse singer-songwriter Sue the Night uit 2015. Het stond in hetzelfde jaar als zevende track op het album Mosaic, waar het de tweede single van was, na Top of Mind.

## Achtergrond
The Whale is geschreven door Suus de Groot en geproduceerd door Thijs van der Klugt, Sue The Night en Linda van Leeuwen. Het is een indiepopnummer waarin ze zingt over de "walvis in de kast". Het nummer werd door Radio 3FM uitgeroepen tot Megahit. Hoewel het lied het meest succesvolle single van de zangeres is, bereikte het niet een notering in de Nederlandse Top 40 of de Single Top 100. Het stond wel maar liefst zeven weken in de Tipparade van de eerstgenoemde hitlijst, waar het piekte op de tweede plaats.